# 庆宁乡
庆宁乡，是中华人民共和国四川省阿坝藏族羌族自治州金川县下辖的一个乡镇级行政单位。

## 行政区划
庆宁乡下辖以下地区：
团结村、马厂村、庆宁村、松坪村、新沙村和咯尔西村。